# Kirchenbezirk Pforzheim-Stadt
Der Evangelische Kirchenbezirk Pforzheim-Stadt (auch Kirchenbezirk Pforzheim bzw. Stadtkirchenbezirk Pforzheim, laut eigener Website Evangelische Kirche in Pforzheim) ist einer von 24 Kirchenbezirken bzw. Dekanaten der Evangelischen Landeskirche in Baden. Er gehört zum Kirchenkreis Nordbaden. Dem Kirchenbezirk gehören (Stand April 2024) neun Kirchengemeinden an.

## Geographie
Der Kirchenbezirk umfasst das Gebiet der kreisfreien Stadt Pforzheim sowie der Gemeinden Tiefenbronn und Neuhausen im Enzkreis. Er grenzt (im Uhrzeigersinn von Norden) an den badischen Kirchenbezirk Badischer Enzkreis und an die württembergischen Kirchenbezirke Mühlacker, Leonberg, Calw-Nagold und Neuenbürg.

## Geschichte
Das Gebiet des Kirchenbezirks gehörte zum Kernland der Markgrafschaft Baden-Durlach und war somit seit der Reformation im Jahr 1556 evangelisch geprägt. Mehrheitlich katholisch sind nur Tiefenbronn und Neuhausen, die bis 1806 zum Herrschaftsgebiet der Freiherren von Gemmingen gehörten. Bis 1809 fungierten die Stadtpfarrer zugleich als Superintendenten der Kirchengemeinden des Umlandes. Im Rahmen der Neugliederung des evangelischen Kirchenwesens im Großherzogtum Baden wurden 1810 als zwei von zunächst 35 Dekanaten die Dekanate Stadt Pforzheim und Land Pforzheim gegründet, die aber bald schon wieder vereinigt wurden. Nach Spannungen zwischen den mehrheitlich liberalen Gemeinden der Stadt und den mehrheitlich positiven Gemeinden des Umlandes wurde der Kirchenbezirk 1909 wieder getrennt in die Kirchenbezirke Pforzheim-Stadt und Pforzheim-Land (seit 2020 Kirchenbezirk Badischer Enzkreis).

## Kirchengemeinden
Der Kirchenbezirk gliedert sich in die folgenden neun Kirchengemeinden: 
- Buckenberg-Haidach
  - Buckenbergkirche, Haidachkirche
- Gemeinde an der Christuskirche
  - Christuskirche (Brötzingen)
- Eutingen
  - St. Gallus (Eutingen)
- Friedensgemeinde (entstanden durch die Fusion von Altstadtgemeinde, Michaelsgemeinde, Stadtkirchengemeinde, Markusgemeinde und Thomasgemeinde)
  - Evangelische Stadtkirche Pforzheim, Altstadtkirche St. Martin, Schloss- und Stiftskirche St. Michael, Markuskirche, Thomaskirche
- Hoffnungsgemeinde (Hohenwart, Huchenfeld, Schellbronn (Ortsteil von Neuhausen (Enzkreis)) und Würm)
  - Evangelische Kirche Hohenwart, Verklärung-Christi-Kirche (Schellbronn), Evangelische Kirche Würm
- Johannesgemeinde
  - Auferstehungskirche
- Matthäusgemeinde
  - Matthäuskirche
- Pfarrgemeinde Mühlhausen (Tiefenbronn mit Ortsteilen Mühlhausen und Lehningen, Neuhausen (Enzkreis) mit Ortsteilen Hamberg und Steinegg)
  - Kreuzkirche (Mühlhausen an der Würm), Friedenskirche (Tiefenbronn), Burgkapelle Steinegg
- Philippusgemeinde (entstanden durch die Fusion von Büchenbronn, Dillweißenstein und Sonnenhof-Sonnenberg)
  - Bergkirche Büchenbronn, Heilig-Geist-Kirche (Dillweißenstein)

## Einrichtungen
Der Kirchenbezirk unterstützt die Gemeinden und macht übergemeindliche Angebote. Dazu unterhält er unter anderem:
- ein Jugendwerk zur Heranbildung von Jugendleitern, Fortbildung für die Mitarbeiter, Freizeiten für Kinder und Jugendliche (gemeinsam mit dem Kirchenbezirk Badischer Enzkreis),
- ein Bezirkskantorat, das die Kirchenmusik und musikalischen Veranstaltungen in den Gemeinden fördert, Orgel- und Kantorenausbildung anbietet
- eine Erwachsenenbildung
- ein Schuldekanat
- ein Diakonisches Werk